# City of Fire
City of Fire is, volgens de originele uitzending, de vijftiende aflevering van Thunderbirds, de Supermarionationtelevisieserie van Gerry Anderson. De aflevering werd voor het eerst uitgezonden op ATV Midlands op 6 januari 1966.
De aflevering was echter de 3e die geproduceerd werd. Derhalve wordt de aflevering tegenwoordig vaak als 3e aflevering in de serie uitgezonden.

## Verhaal
3000 voet boven de grond toont een journalist in een heli-jet de zojuist geopende Thompson Tower, de grootste wolkenkrabber ter wereld. De toren is in feite een complete stad met appartementen, winkels en hotels. Iemand zou er een jaar lang kunnen blijven. Onder de grond bevat de toren een netwerk van gangen en parkeergarages.
Ondertussen, op Tracy Eiland, testen Scott en Virgil de nieuwste uitvinding van Brains; een nieuw gas waarmee een gewone snijbrander drie keer zo sterk wordt als een laser. Ideaal om snel door dikke stalen deuren of muren te breken. Tin-Tin ontdekt echter dat de bloeddruk van de twee broers toeneemt. Opeens vallen ze allebei flauw. Wanneer ze bijkomen in de ziekenzaal verklaart Brains dat het gas via de poriën hun lichaam binnen is gedrongen. Het effect was maar van korte duur en beiden zijn inmiddels genezen, maar het betekent wel dat het gas nog niet geschikt is voor gebruik.
Joe Carter is met zijn vrouw Blanche en zoon Tommy op weg naar de Thompson Tower. Onderweg worden ze ingehaald door een vrouw die behoorlijk roekeloos rijdt. Ze wordt dan ook aan de kant gezet door de politie. Wanneer zij en haar man later hun tocht voortzetten, remt ze niet op tijd voor de ingang van de parkeerplaats van Thompson Tower en knalt tegen een paar auto’s. De twee maken zich snel uit de voeten terwijl de auto’s vlam vatten. Het vuur wordt opgemerkt in het controlegebouw naast de toren. Terwijl de brandweer wordt gealarmeerd, sluit een medewerker in het controlegebouw alle lege gangen af met branddeuren in de hoop de brand te beperken.
In een van de gangen bekijken Joe en Blanche een plattegrond. Ondertussen verstopt Tommy zich in een opslagruimte. Op het moment dat Joe en Blanche ook deze opslagruimte betreden om hem te zoeken, controleert de medewerker hun gang. Daar hij niemand ziet denkt hij dat de gang verlaten is en sluit hem af. Alle branddeuren zijn nu gesloten, maar het vuur verspreidt zich via de ventilatieschachten naar de toren. Wanneer de Carters de opslagruimte weer verlaten ontdekken ze dat ze opgesloten zijn. De medewerker loopt ondertussen nog eenmaal alle gangen langs via de camera’s en ziet nu wel de Carters. Daar ze zelf niets kunnen ondernemen roept hij International Rescue op.
De brand heeft inmiddels de top van de toren bereikt. Wanneer Scott arriveert in Thunderbird 1 hoort hij dat de toren is geëvacueerd, maar door de brand in dreigt te storten. Als dat gebeurt storten de gangen in de kelder waarschijnlijk ook in. Het onvermijdelijke gebeurt en de toren stort inderdaad in, maar de gangen blijven intact. Als Scott de bouwtekeningen van de gangen bekijkt, concludeert hij dat ze alleen met Brains’ nieuwe gas snel genoeg door alle branddeuren heen kunnen breken. Brains is er niet gerust op, maar Jeff geeft toestemming.
Na te zijn gearriveerd in Thunderbird 2 laadt Virgil de Firefly uit en baant een weg door het puin voor de Mole. Daarna graven Scott en Virgil zich een weg naar de kelder met de Mole. Met hun hoverbikes betreden de twee de gang en snijden zich een weg door de branddeuren. De alarmlichten op hun gastanks gloeien weer op, maar vreemd genoeg gebeurt er niets. De twee bereiken de Carters, laden hen op de hoverbikes en ontsnappen uit het gangenstelsel net voor de hele boel instort.
Terug op Tracy Eiland verklaart Brains dat de hitte in de gangen hun redding was. Door de hitte verdampte het gas voordat het de kans kreeg het lichaam binnen te dringen. Indien ze dus voortaan elektrisch verwarmde gastanks gebruiken kan het systeem overal worden toegepast. Tin-Tin leest in de krant dat een auto-ongeluk de oorzaak van de brand was, en wanneer Scott ernaar vraagt geeft ze toe dat de chauffeur van de auto inderdaad een vrouw was.

## Rolverdeling

### Reguliere stemacteurs
- Jeff Tracy — Peter Dyneley
- Scott Tracy — Shane Rimmer
- Virgil Tracy — David Holliday
- Alan Tracy — Matt Zimmerman
- John Tracy — Ray Barrett
- Brains — David Graham
- Tin-Tin — Christine Finn

### Gastrollen
- Televisiereporter — Matt Zimmerman
- Joe Carter — Ray Barrett
- Blanche Carter — Sylvia Anderson
- Tommy Carter — Sylvia Anderson
- Vrouwelijke chauffeur — Christine Finn
- Echtgenoot van vrouwelijke chauffeur — David Graham
- Torenbeheerder — Matt Zimmerman
- Assistent van torenbeheerder — David Graham
- Brandweercommandant — Peter Dyneley

## Machines
De machines en voertuigen in deze aflevering zijn:
- Thunderbird 1
- Thunderbird 2 (met capsule 5)
- Thunderbird 5
- De Firefly
- De Mole
- Hoverbikes
- Heli-jet

## Fouten
- Hoewel Thompson Tower in de Verenigde Staten ligt, staat op het bord in het controlecentrum van de toren de Britse spelling “Centre” in plaats van de Amerikaanse spelling “Center”.
- In een scène werd de stem van de torenbeheerder gedaan door iemand anders dan Matt Zimmerman.
- Brains zegt dat het gevaarlijke gas verdampte (evaporated). Dit is wetenschappelijke onzin. Een gas ontstaat doordat een vloeistof verdampt.
- De Hooverbikes zijn in verhouding met de Mole te groot. Ze zouden er nooit in hebben gepast.

## Trivia
- Dit was qua productievolgorde de eerste aflevering waarin de Firefly en de Hoverbikes voorkwamen.
- Deze aflevering werd omgezet tot strip door Alan Fennell en Keith Watson in deel 15-17 van Thunderbirds: The Comic in 1992.